# Underwriters Laboratories
Underwriters Laboratories (UL) wurde 1894 in den USA  gegründet und ist eine unabhängige Organisation, die Produkte hinsichtlich ihrer Sicherheit untersucht und zertifiziert. Der Hauptsitz des Unternehmens befindet sich in Northbrook im US-Bundesstaat Illinois. Die UL International Germany GmbH ist in Neu-Isenburg bei Frankfurt ansässig und die Zentrale für Europa und Lateinamerika. Außerdem ist UL in Deutschland mit weiteren Niederlassungen in Neu-Ulm, München, Krefeld, Oldenburg, Bremen, Köln, Stuttgart und Erlangen vertreten.

## Aufgaben
UL „genehmigt“ keine Produkte. Vielmehr prüft die Organisation Produkte, Komponenten, Materialien und Systeme, ob sie spezifischen Ansprüchen genügen. Wenn dies der Fall ist, dürfen diese Erzeugnisse das kostenpflichtige UL-Prüfzeichen tragen, solange sie die vorgegebenen Standards einhalten.
UL entwickelt Normen und Verfahren, um Produkte, Materialien, Komponenten, Bauteile, Geräte, Systeme und Ausrüstungsgegenstände sicherheitstechnisch zu prüfen. Das Tätigkeitsgebiet Systemzertifizierung  (z. B. auf Basis der Normen ISO 9001 und ISO 14001) wurde 2008 mit der Deutschen Gesellschaft zur Zertifizierung von Managementsystemen (DQS) verschmolzen. Diese Begutachtungstätigkeit wird weltweit von der DQS durchgeführt.
UL gehört zu den wenigen Unternehmen, die die Zulassung der Occupational Safety and Health Administration (OSHA), einer Bundesbehörde in den Vereinigten Staaten, besitzen. Die OSHA führt unter dem Namen Nationally Recognized Testing Laboratories eine Liste mit sämtlichen staatlich anerkannten Testlaboratorien.
UL hat mehr als 1.300 Sicherheitsnormen entwickelt, von denen viele American National Standards (ANSI) sind. Eine typische Norm für Elektroartikel umfasst nicht nur die Anforderungen an die elektrische Sicherheit, sondern auch ein breites Spektrum im Hinblick auf Entflammbarkeit und mechanische Gefahrenquellen.

## Geschichte

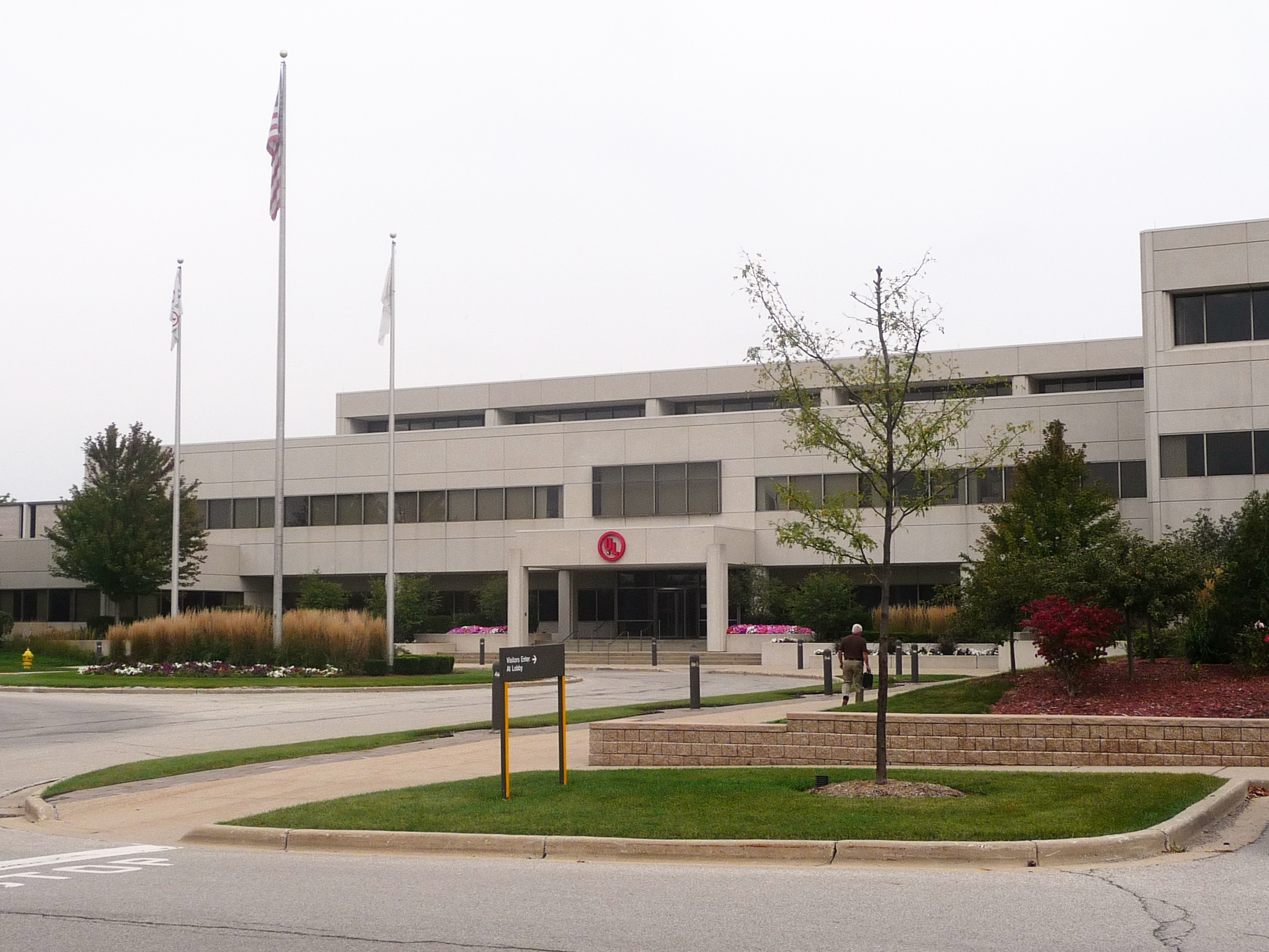
Hauptsitz von Underwriters Laboratories Inc. in Northbrook, einem Ort in der Metropolregion Chicago

Underwriters Laboratories (underwriter, englisch Versicherer) Inc. wurde im Jahr 1894 von William Henry Merrill in Chicago gegründet. Der Elektroingenieur war aus Boston im Auftrag der Versicherer dorthin geschickt worden, um den Palace of Electricity auf der Weltausstellung bezüglich elektrischer Risiken zu überprüfen. Dabei erkannte der 25-Jährige das wachsende Potenzial im Bereich Produktsicherheit und blieb in Chicago, wo er unterstützt von den Feuerversicherungen und einigen Herstellern elektrischer Ausrüstung die Underwriters Laboratories  gründete.
Merrill entwickelte Normen, startete Tests, konzipierte die notwendigen Geräte und ermittelte mögliche Gefahrenherde. Zusätzlich zu seiner Tätigkeit bei UL war der Unternehmensgründer Schatzmeister (1903–1909) und Präsident (1910–1912) der National Fire Protection Association sowie aktives Mitglied im Chicago Board and Union Committee. Im Jahr 1916 wurde Merrill dann der erste Präsident von UL.
Ihren ersten Standard veröffentlichte UL im Jahr 1903 mit den „Tin Clad Fire Doors“, den blechbeschlagenen Feuerschutztüren. Im darauffolgenden Jahr feierte das UL-Zeichen auf einem Feuerlöscher sein Debüt. Im Jahr 1905 etablierte UL einen Kennzeichen-Service für bestimmte Produktkategorien, die regelmäßige Inspektionen erforderten. Zudem führten die UL-Kontrolleure ihre erste Betriebsprüfung bei einem Hersteller durch, der seine Produkte mit dem UL-Symbol versah. Bis heute zeichnen gerade diese unangemeldeten Inspektionen vor Ort die Test- und Zertifizierungsprogramme von UL aus.
Im Laufe der Jahre ist UL zu einer weltweiten Organisation gewachsen. Die UL-Experten betreuen mittlerweile in 73 Laboratorien, Test- und Zertifizierungseinrichtungen in 104 Ländern. Zudem hat UL das Leistungsportfolio deutlich erweitert. Ausgehend von den ursprünglichen Bereichen Brandschutz und elektrische Sicherheit deckt das Unternehmen heute ein breites Spektrum ab, zu dem auch Themen wie Gefahrstoffe, Wasserqualität und Nahrungsmittelsicherheit gehören. UL arbeitet mittlerweile auch im Bereich Datenwissenschaften, um Geräte im Hinblick auf Stressszenarien prüfen zu können. 2008 machte UL etwa 15 % des Umsatzes in Europa und einen großen Teil auch in Asien.
2008 übernahm UL die 1996 entstandene dänische DEMKO-Zertifizierung. Im Chempark Krefeld wurde 2009 ein akkreditiertes Prüflabor (Thermoplastics Testing Center (TTC)) von der Bayer AG übernommen. Es beherrscht 30 Prüfverfahren und kooperiert seit Mitte 2015 auch mit der Nürnberger Leistritz Group.
Seit 2011 besteht eine Kooperation zwischen Underwriters Laboratories Inc. und der Physikalisch-Technischen Bundesanstalt auf dem Gebiet des Explosionsschutzes.
Etwa seit 2020 bietet UL Software im Bereich Zulassungen der Medizintechnik an (Regulatory Affairs Management Suite [RAMS]). Seit Ende Januar 2024 wird auch Software (Ultrus) zur Verfolgung der Nachhaltigkeitsanforderungen der EU angeboten.

## Prüfzeichen und Zertifizierung

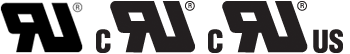
Das Zeichen „UL Recognized Component“ weist anerkannte Komponententeile aus, die Bestandteil eines größeren Produkts oder Systems sind

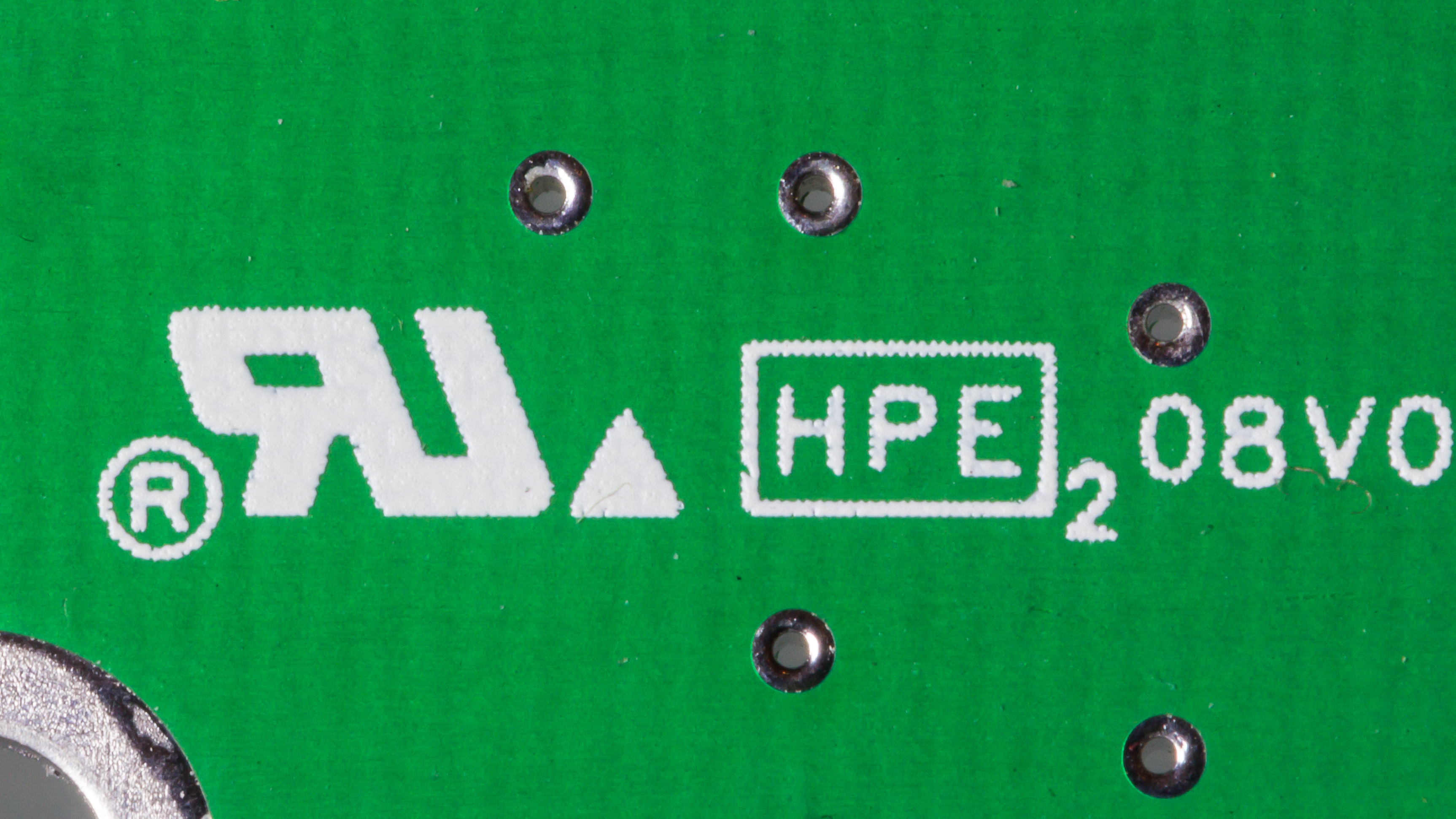
Das Zeichen für Recognized Component Mark (links) auf einer Leiterplatte

UL bietet verschiedene Zertifizierungen:
- Das UL-Listing-Prüfzeichen ist der Nachweis dafür, dass UL repräsentative Muster des entsprechenden Produkts geprüft und dessen Übereinstimmung mit den geltenden Sicherheitsanforderungen von UL bestätigt hat.
- Das UL-Recognized-Component-Prüfzeichen besagt, dass die von UL anerkannte Komponente in einem Produkt oder System verwendet werden kann, welches das UL-Listing-Prüfzeichen trägt.

Das UL-Klassifizierungszeichen steht auf Produkten, die UL im Hinblick auf bestimmte Eigenschaften bewertet hat, um Risiken auszuschließen und die Einsatzfähigkeit unter bestimmten Bedingungen zu bestätigen. Dazu gehören unter anderem auch Sicherheitsmerkmale wie z. B. die Kennzeichnung der Produkte. UL unterhält ein Verzeichnis mit mehr als 3 Millionen Produkten, die über Online-Datenbanken öffentlich verfügbar sind.
Für die Zertifizierung seines Produktes durch UL muss ein Hersteller belegen, dass er die vorgegebenen Sicherheitsanforderungen einhält, die größtenteils von UL selbst entwickelt wurden. Zugleich hat ein Hersteller mithilfe eines entsprechenden Systems dafür zu sorgen, dass auch jede Kopie seines Erzeugnisses die vorgegebenen Sicherheitsanforderungen erfüllt. Um sicherzustellen, dass ein Hersteller die Vorgaben auch dauerhaft einhält, inspiziert UL in unregelmäßigen Abständen unangekündigt die Produktionsstätten. Modifiziert ein Hersteller sein Produktdesign, muss UL die neue Version erst geprüft haben, bevor das Produkt ein UL-Prüfzeichen tragen darf.

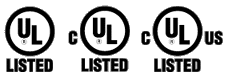
UL-Listing-Prüfzeichen ist eines der sehr häufig anzutreffenden UL-Prüfzeichen

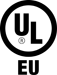
UL-EU-Prüfzeichen

Das UL-Zeichen besitzt im Prinzip nicht mehr rechtliches Gewicht als andere Handelsmarken. In diesem Punkt unterscheidet es sich von der CE-Kennzeichnung oder der Norm Federal Communications Commission Part 15, die beide gesetzlich vorgeschrieben sind. In der Praxis dürfte es sich jedoch als sehr schwierig erweisen, gewisse Produkte ohne ein UL-Prüfzeichen auf den US-amerikanischen Markt zu bringen. So könnten Großhändler darauf verzichten, ein Produkt ohne UL-Prüfsiegel auszuliefern. Auch könnte der Einsatz nicht zertifizierter Geräte zu einem Verlust des Versicherungsschutzes führen. Daher ist es in vielen Bereichen üblich, Produkte mit dem UL-Listing-Prüfzeichen oder Materialien mit dem Recognised-Component-Prüfzeichen aufzulisten. Zudem gibt es im National Electrical Code (NEC) Verweise auf UL-Standards; teilweise werden UL-Normen bei der Weiterentwicklung des NECs zugrunde gelegt, womit Hersteller diese Standards (ähnlich der deutschen DIN VDE 0100) erfüllen müssen. Darüber hinaus könnten sich Baubehörden, Brandschutzbeauftragte und Inspektoren weigern, ein Produkt für den Einbau in ein Gebäude zu genehmigen, wenn es nicht ein anerkanntes Prüfsiegel trägt. In den vergangenen 20 Jahren hat es bei der Harmonisierung von Sicherheitsnormen im nordamerikanischen Raum große Fortschritte gegeben: So haben Hersteller die Möglichkeit, mit einem einzigen Zertifizierungsprozess von UL ein Prüfzeichen zu erhalten, das den nationalen Standards sowohl in den USA als auch in Kanada entspricht. Dann weisen die Prüfzeichen direkt neben dem UL-Logo ein „C“ und ein „US“ auf.